# 伊万娜·斯潘诺维奇
伊万娜·斯潘诺维奇（1990年5月10日—），曾姓武莱塔（Vuleta），生于兹雷尼亚宁，是一名塞尔维亚女子田径运动员，主攻跳远项目。她的教练是Goran Obradović，她是伏伊伏丁那田径俱乐部的成员。她的母亲Vesna同样也是运动员。斯潘诺维奇曾长期与健身教练Vladimir Kumrić交往。她在比赛时时常戴上时尚指甲。
2017年2月，斯潘诺维奇荣获卡拉乔尔杰之星勋章。